# Nicolaï Vasenin
Nicolaï Maximovitch Vasenin (Pychak (Oural), 5 décembre 1919 – Beriozovsky (Oural), 7 décembre 2014) est un vétéran russe de la Seconde Guerre mondiale, qui a combattu dans la Résistance française au début des années 1940. En 1941, l'Allemagne envahit l'Union soviétique et fait prisonnier Vasenin. Il est ensuite envoyé en détention dans un camp de travailleurs en France. Évadé avec plusieurs camarades, il obtient l'occasion de combattre dans la Résistance française, et il s'en saisit. En 1945, Vasenin a atteint le rang de Commandeur dans son unité de la Résistance, et rentre chez lui, pour être jeté en prison sur ordre du chef soviétique, Staline, pendant quinze ans.

## Récompenses
En 2005, il est récompensé pour sa bravoure et sa peine injuste, et reçoit les insignes de chevalier de la Légion d'honneur. En juin 2014, Vasenin se rend à Saint-Sorlin-en-Valloire (Drôme), où il était posté pendant la guerre. Le maire de Saint-Sorlin en a fait un citoyen d'honneur de la commune, et a donné son nom à une de ses rues.

## Mort
Vasenin meurt à Beriozovsky (Oural) le 7 décembre 2014, après une hospitalisation depuis le 1er décembre. Il venait d'avoir 95 ans le 5 décembre.